# Coupe arabe de hockey sur glace
La Coupe arabe de hockey sur glace est le nom de plusieurs tournois de hockey sur glace opposant des pays du monde arabe. La première édition a lieu en 2008 et est remportée par les Émirats arabes unis. Un second tournoi est organisé au Koweït 15 ans plus tard.

## Historique
La Coupe arabe naît d'une initiative de Karim Kerbouche, un joueur anglo-algérien. Alors qu'il cherche à établir la sélection algérienne, il contacte la fédération émirienne, le seul pays arabe alors membre la Fédération internationale de hockey sur glace (IIHF). Il leur propose l'idée d'une compétition panarabe qu'ils acceptent d'organiser. La première édition se tient en juin 2008. Outre le pays hôte et l'Algérie, le Koweït et le Maroc prennent part au tournoi. Invaincus, les Émirats remportent le titre. Le succès de l'événement encourage alors les participants et une seconde édition est en 2009 prévue au Koweït Mais celle-ci est éventuellement annulée et le tournoi envisagé en 2010 reste également sans suite.
En avril 2023, le Koweït annonce l'organisation d'une nouvelle Coupe arabe pour le mois suivant. Elle oppose huit équipes et est remportée par le Liban aux dépens de la sélection hôte.

## Palmarès
| Année | Champion            | Deuxième | Troisième | Lieu                            |
| ----- | ------------------- | -------- | --------- | ------------------------------- |
| 2008  | Émirats arabes unis | Koweït   | Maroc     | Abou Dabi (Émirats arabes unis) |
| 2023  | Liban               | Koweït   | Oman      | Koweït (Koweït)                 |